# 泡乃しずく
泡乃しずく（あわの しずく、1988年9月13日 - ）は、日本のAV女優。ロータスグループ所属。

## 人物・プロフィール
- 特技：バスケット、算盤

## 略歴
『ZERO 素人以上、女優未満06』で2008年4月プレステージよりデビュー。短期間の活動で引退した。
2011年、「成宮カナ」と改名しアイデアポケットから復帰した。2011年11月に発売された作品がアイデアポケットの月間ランキングで1位となっている。

## 出演作品

### アダルトビデオ
泡乃しずく名義
2008年
- ZERO 素人以上、女優未満06（4月2日、プレステージ）
- REC 40（4月11日、プレステージ）
- Tokyo 流儀 59（5月1日、プレステージ）
- アメスク 05（5月23日、プレステージ）
- 泡乃しずく×プライベートSEX（7月23日、プレステージ）
- マグロ解体工場（8月12日、プレステージ）
- 生撮り女子校生 EDIT.10（9月10日、ラストラス）
- コスプレモード女子校生 02（10月10日、ラストラス）

2011年
- モデル級美女をやっちゃいます! 05（11月22日、GALLOP）

成宮カナ名義
2011年
- FIRST IMPRESSION 53（11月1日、アイデアポケット)
- 学校でしようよ!（12月1日、アイデアポケット)

2012年
- 僕とカナの甘～い性活（1月1日、アイデアポケット)
- 世界最高級ソープへようこそ（2月1日、アイデアポケット）
- DIGITAL CHANNEL DC90（3月1日、アイデアポケット）
- 成宮カナの濃厚な接吻とSEX（4月1日、アイデアポケット）
- 汗だくSEX（5月1日、アイデアポケット）
- 殉性ダッチワイフ～社長令嬢監禁調教～（6月1日、アイデアポケット）
- 女子校生美畜同好会 輪姦標的 欲望の捌け口（8月7日、アタッカーズ）
- 完全催眠凌辱、堕ちるまで…（9月7日、アタッカーズ）
- 成宮でコク物語 コキすぎ注意ナリ!の8時間（10月1日、アイデアポケット）個人総集編
- 家庭内凌辱秘話 義父に犯された若妻（10月7日、アタッカーズ）
- 恥辱の教育実習生2（11月7日、アタッカーズ）
- 媚薬痙攣ドMSEX カラダに触れられただけでビクビクしちゃう…♥（12月20日、SODクリエイト）